# Virtuelle Parteigliederung
Als virtuelle Ortsvereine, virtuelle Landesverbände, Internet-Landesverbände oder „17. Landesverband“ bezeichnet man Projekte verschiedener Parteien, über das Internet unterhaltene Gliederungen zu betreiben und so Menschen einzubinden, die an materiellen Parteigliederungen nicht teilnehmen können oder wollen. Vor allem Ende der 1990er Jahre wurden die nötigen Techniken für solche Versuche der breiten Masse zugänglich. Grundsätzlich nahmen die virtuellen Parteigliederungen Ansätze vorweg, die heute als „Web 2.0“ bekannt wurden. Dazu gehört Kommunikation und Interaktion der Mitglieder und Besucher selbst über das Internet „auf Augenhöhe“. Parteikommunikation fand damals vorrangig über Zeitschriften, Newsletter und die allgemeinen Medien statt, zu denen vorrangig Funktionäre und Abgeordnete Zugang hatten. Das einfache Mitglied konnte sich meist nur auf Versammlungen und Parteitagen zu Wort melden, bei denen meist Funktionäre privilegierte Redezeit erhalten und der einzelne Beitrag oft untergeht:

„Was sich hier mit der Abkehr von Territorialprinzip und Vollmitgliedschaft abzeichnet, ist im Hinblick auf die herkömmliche Parteiorganisation geradezu revolutionär.“

## VOV der SPD

### Geschichte
Der „virtuelle Ortsverein“ der SPD galt als Vorreiter der digitalen Parteiorganisationen. Auf Initiative des damaligen SPD-Bundestagsabgeordneten Jörg Tauss, der am 16. Juni 1995 einen Gründungsaufruf startete, wurde der VOV als Zusammenschluss von Menschen gegründet, die der Sozialdemokratischen Partei Deutschlands (SPD) angehörten oder ihr nahestanden und (auch) über das Internet zusammenarbeiten wollten. Die Mitgliedschaft stand allen offen, die sich zu den Grundwerten und Grundsätzen der SPD bekennen. Im Jahre 2012 stellte der Ortsverein seine Tätigkeit ein.

### Parteirechtliche Stellung
Im Einvernehmen mit der SPD führte der Arbeitskreis den Namen „Virtueller Ortsverein der SPD – VOV“; der Arbeitskreis war jedoch kein Ortsverein im Sinne des Statuts der SPD und war somit auf Parteitagen nicht antragsberechtigt.
Trotzdem verstand sich der VOV als Teil der Parteiarbeit; die organisatorische Grundlage waren die Grundsätze für die Tätigkeit der Projektgruppen in der SPD.

### Kommunikation
Die Mitglieder des VOV kommunizierten direkt mit Hilfe von internen Mailinglisten und öffentlich in Newsgroups. Die politischen Diskussionen beschäftigten sich dabei schwerpunktmäßig mit rechnergestützter Kommunikation und der Entwicklung der Informationsgesellschaft, schlossen aber auch andere Themen nicht aus. Insbesondere die Möglichkeiten elektronischer Medien für die politische Arbeit wurden erforscht/erprobt, u. a. durch die VOV-interne demokratische Selbstorganisation mit Abstimmungen und Wahlen. Die Erarbeitung von Konzepten und Positionen zur Entwicklung der Informationsgesellschaft mit ihren gesellschaftlichen und wirtschaftlichen Fragen war ein weiterer Schwerpunkt der Arbeit. Das erlangte Know-how wurde zur Öffentlichkeitsarbeit verwendet und den verschiedenen Gliederungen der SPD zur Verfügung gestellt.
Vorsitzende dieser Arbeitsgemeinschaft waren Sascha Boerger und Maritta Strasser.

## LV17 der PDS

### Geschichte
Der Internet-Landesverband wurde im Jahr 2001 von Pia Maier (MdB) und weiteren PDS-Mitgliedern angeregt, die teilweise auch bei dem Internet-Projekt dol2day mitwirkten. Als Schirmherr des Projektes trat bald der damalige Parteivorsitzende Lothar Bisky auf. Wortführer wurden schnell Arne List (PDS Kiel), Gert Selig (Wahlkreismitarbeiter der damaligen Bundestagsvizepräsidentin Petra Bläss), Jutta Vieth (PDS NRW) sowie Helge Meves, der von Anfang an als „Motor“ des LV17 galt und später zu den Mitbegründern der WASG gehörte. Der LV17 hatte ca. zwölf Mitglieder, die bei keinem Kreisverband der PDS, sondern direkt beim Bundesvorstand gemeldet waren. Nachdem Meves Ende 2003 eine Anfechtung gegen die LV17-Vorstandswahlen bei der Bundesschiedskommission der PDS verlor und sich keine Mitglieder fanden, den LV17 weiter zu führen, wurde der Landesverband 17 im Jahr 2004 vom PDS-Bundesvorstand aufgelöst.

### Parteirechtliche Stellung
Der LV 17 bezeichnete sich zeit seiner Existenz als „Landesverband in Gründung“, statuarisch angesiedelt beim Status der Bundesarbeitsgemeinschaften der PDS. Auf dieser unklaren Grundlage entsandte der LV17 für kurze Zeit auch Delegierte an den Bundesparteitag und in den Bundesparteirat.

### Kommunikation
Der LV 17 kommunizierte über Mobiltelefonie, einen anonymisierten Mailverteiler, einen wöchentlichen Vorstands-Chat in unterschiedlichen Implementierungen sowie über ein großenteils öffentliches Diskussionsforum auf der zugehörigen Website.

## FDP LV Net

### Geschichte
Die Gründung geht auf Alexander Graf Lambsdorff zurück, der sie im Jahr 2000 anregte und heute Ehrenvorsitzender des LV Net ist. Seine erste Stellvertreterin, Maja Pfister, war von 2005 bis 2010 Vorsitzende. Dieses Amt hat 2010 Manuel Höferlin (von 2009 bis 2013 und seit 2017 Mitglied des Bundestages) übernommen, der den FDP LV Net heute als dessen Vorsitzender führt und repräsentiert.

### Parteirechtliche Stellung
Der Internetlandesverband ist ein Landesverband im Sinne des Statuts, wenn auch mit eingeschränkten Rechten. Die Partei gibt auf ihren offiziellen Seiten an, 17 Landesverbände zu haben. Die Mitglieder des Vorstandes sind automatisch Delegierte für den Bundesparteitag. Außerdem ist der Vorsitzende automatisch Mitglied des FDP-Bundesvorstandes.
Das eigene Antragsrecht beim Bundesparteitag wurde zwar vom Bundesparteitag mehrheitlich befürwortet, jedoch wurde das für satzungsändernde Anträge notwendige Quorum verfehlt. Dies bedeutet, dass der LVNET zwar noch kein eigenes Antragsrecht hat, dass aber damit zu rechnen ist, dass im Rahmen des nächsten Bundesparteitags dieses bereits mehrheitlich begrüßte Recht auch mit dem notwendigen Quorum beschlossen wird.

### Kommunikation
Der FDP LV Net verfügt über eine Website unter der URL lvnet.fdp.de. Die Kommunikation findet über die liberale Online-Plattform my.fdp.de statt. Dort hat der FDP LV Net einen eigenen geschützten Bereich, in dem die Mitglieder diskutieren können und virtuelle Parteitage abhalten. Für die Sicherung der Mitgliederdaten sorgt ein „Datenschatzmeister“. Die Satzung des FDP LV Net sieht die Unterscheidung zwischen stimmberechtigten Mitgliedern und diskussionsberechtigten Fördermitgliedern vor. Diese Unterscheidung wurde bisher nicht umgesetzt, sodass der LV Net bislang nur aus stimmberechtigten Mitgliedern besteht.

## Andere Konzepte

### CDU
Bei der CDU Hessen gibt es seit Juni 2016 ein „Virtuelles Netzwerk“, welches – ähnlich strukturiert wie ein klassischer Kreisverband und mit ähnlichen Rechten und Pflichten versehen – den Mitgliedern der CDU Hessen offensteht, die nicht in Hessen leben.
Zuvor existierte die virtuelle Plattform Wahlkreis 300. Diese war bereits in ihrer Beta-Phase Plagiatsvorwürfen ausgesetzt und wurde aus diesem Grund von Mitgliedern der Politcommunity dol2day unterwandert. Die Plattform ist mittlerweile deaktiviert. Seit August 2007 gibt es allerdings www.cdu-politik.de, ein Blog/Forum, das von Basismitgliedern der CDU betrieben wird.

### WASG
Ohne es statuarisch zu verankern betrieb die junge Partei WASG schon bald nach ihrer Gründung ein umfangreiches Intranet mit Diskussionsangeboten, über das sich teilweise Arbeitsgemeinschaften und Anträge zu Parteitagen entwickelten und koordinierten.
Das teils komplett bzw. parteiöffentliche Angebot wurde sukzessive ausgebaut.

### NPD
Die NPD betreibt keinerlei solche Aktivitäten. Allerdings hat das parteiunabhängige Störtebeker-Netz eine ähnliche Funktion für die rechtsextreme Szene.

## Aufnahme der Internet-Parteigliederungen in der Öffentlichkeit
Die Internet-Gliederungen errangen keine dauerhafte Medienbeachtung. Vor allem in der Anfangszeit fanden sie Erwähnung in der allgemeinen Presse, in Fachmagazinen zu Internet und Computern, in parteinahen Publikationen sowie in den aufkommenden Internet-Magazinen sowie ab 2002 in „Blogs“.
Teilweise wurde dem Konzept einer speziellen Internetgliederung mit Kritik begegnet.

### Spielwiese
Einige Kritiker sehen in Internet-Landesverbänden Spielwiesen für Personen, die sich in normalen Parteisituationen aufgrund persönlicher Schwächen nicht durchsetzen. Sie drängen in virtuelle Plattformen, wo der Zugang leicht und die Konkurrenz kleiner ist, wo qualifiziertere Personen aber auch keinen materiellen Anreiz finden, Irrläufer zu verdrängen. Diese Kritik galt vor allem dem Internet-Landesverband der PDS.

### Ungünstiges/veraltetes Konstrukt
Andere Kritiker halten die Idee einer speziellen Internetgliederung als Ausnahme von der Territorialgliederung für ein ungünstiges oder veraltetes Konstrukt. Einerseits haben sich auch in den klassischen Parteistrukturen mittlerweile Emaillisten, Groupwaresysteme, Blogs usw. etabliert. Die klassischen Parteimedien werden teilweise von einer Online-Ausgabe oder einem Forum/Blog begleitet. Dies stellt den speziellen Sinn einer ausschließlich virtuellen Sondergliederung in Frage. Die unklare Aufgabenzuteilung irgendwo zwischen „Erprobungsstelle neue Arbeitsmittel“, „Kompetenzzentrum Onlinethemen“ und „digitales Aushängeschild“ frustrieren teilweise die Mitglieder der Onlinegliederungen und machen es den Parteifunktionären schwer, die Internetgliederungen konstruktiv in die Parteiarbeit einzubinden. Insbesondere für Mitglieder mit Karriereambitionen sind diese Plattformen unattraktiv, wenn sie – wie bei der PDS – den Zugang zu klassischen Parteistrukturen mit „echten“ Ämtern und Mandaten erschweren.

## Weitere Entwicklungen
Die Linkspartei.PDS hat ihre virtuelle Plattform mittlerweile wieder aufgegeben. Von den ursprünglich gegründeten Plattformen ist derzeit allenfalls noch das LV-Net der FDP aktiv. Die virtuellen Gliederungen haben teilweise eine Modernisierung der Parteikommunikation durchsetzen können. Für einen tatsächlichen Einfluss innerhalb der Parteien „scheint die Formalisierung innerhalb bewährter Strukturen unumgänglich zu sein“.

## Einzelbelege
1. 1 2 3 4 5 6  Claus Leggewie / Christoph Bieber: Interaktive Demokratie. Politische Online-Kommunikation und digitale Politikprozesse, in: Aus Politik und Zeitgeschichte (B 41-42/2001)
2. ↑  Helge Meves: Das Netz gehört denen, die es nutzen. In: Trend. Onlinezeitung für die alltägliche Wut. Nr. 10/2001, Oktober 2001.
3. ↑  sozialisten.de: Nachwahlen zum SprecherInnenrat des 17. Landesverbandes i.G. nicht statutengerecht (Seite nicht mehr abrufbar, festgestellt im Mai 2019. Suche in Webarchiven)  Info: Der Link wurde automatisch als defekt markiert. Bitte prüfe den Link gemäß Anleitung und entferne dann diesen Hinweis., 1. November 2003.
4. ↑  Pitt Von Bebenburg: CDU in Hessen: Virtueller Verband der CDU. In: fr-online.de. 19. Juni 2016 (fr.de [abgerufen am 19. September 2016]).
5. ↑  Kampagnenseite – Virtuelles Netzwerk: Virtuelles Netzwerk – START. In: www.virnet.de. Abgerufen am 19. September 2016.
6. ↑  Spiegel Online: Wer falsch sät, erntet Ärger, 2. Mai 2002.